# Pankivți, Bilohirea
Pankivți (în ucraineană Паньківці) este un sat în așezarea urbană Iampil din raionul Bilohirea, regiunea Hmelnîțkîi, Ucraina.

## Demografie
Componența lingvistică a localității Pankivți
     Ucraineană (99,69%)
     Alte limbi (0,31%)
Conform recensământului din 2001, majoritatea populației localității Pankivți era vorbitoare de ucraineană (99,69%), existând în minoritate și vorbitori de alte limbi.